# Annibale Bergonzoli
Annibale Bergonzoli (1 novembre 1884 – 31 juliol 1973), anomenat "barba elettrica" (Barba elèctrica), va ser un Tinent General italià que va servir durant la Primera Guerra Mundial, la Guerra Civil Espanyola i la Segona Guerra Mundial. Al 1940 tenia el comandament de les defenses de Bardia (Líbia). Al febrer de 1941, després de la desastrosa Batalla de Beda Fomm Bergonzoli es va rendir a les forces australianes. Va ser presoner a l'Índia i els Estats Units fins que va ser repatriat a Itàlia. Bergonzoli va instal·lar-se a la seva localitat natal, Cannobio, on va morir-hi el 1973.

## Biografia
Va néixer a Cannobio (província de Novara) l'1 de novembre de 1884, fill de Pompeu i Francesca Branca. Després d'acabar els estudis de batxillerat, es va allistar al Regio Esercito com a oficial de reserva, entrant el novembre de 1904 a la Reial Acadèmia Militar de Mòdena.
Dos anys més tard va ser nomenat sotstinent , i va ser destinat al 53è Regiment d'Infanteria el 14 de setembre de 1906. Ascendit a tinent el setembre de 1909 , a partir de desembre de 1911 va participar en la guerra italo-turca , servint al 7è Regiment d'Infanteria, rebent una menció solemne del comandament de la 4ª Divisió especial de Derna, i tornant a Itàlia el desembre de 1912. Havent esdevingut capità el 31 de desembre de 1914, quan servia al 18è Regiment d'Infanteria, a l'entrada a la guerra del Regne d'Itàlia, el 24 de maig de 1915, va entrar al servei al 123è Regiment d'Infanteria de la Brigata Chieti. Poc després d'arribar a la primera línia va ser assignat al comandament de la 9a Divisió, i la tardor d'aquell mateix any al de la 35a. Condecorat amb la Medalla de Plata al Valor Militar i amb la Creu Militar britànica l'agost de 1916 va ser enviat a Macedònia, sent traslladat al Cos d'Estat Major a principis de 1917. Condecorat amb una Medalla de Bronze al Valor Militar va tornar a Itàlia la tardor de 1917 , destinat a la intendència del Quart Exèrcit . Traslladat al XXIII Cos d'Exèrcit, sota les ordres del general Armando Díaz, participà en les fases de la retirada al Piave i fou distingit amb la Creu al Mèrit de Guerra i ascendit a major per mèrits bèl·lics, que tingué lloc el febrer de 1918. Va participar en la batalla del Solstici, on va ser condecorat amb la segona Medalla de Plata al Valor Militar, sent ferit greu mentre acompanyava els soldats d'infanteria de la Brigada Bisagno en l'atac.
Promogut a tinent coronel del Cos d'Estat Major el desembre de 1918, va entrar en servei com a Cap d'Estat Major de la 1a Divisió d'Assalt, l'ocupació de la qual estava previst en relació amb l'inici de les operacions de reconquista de Líbia. Traslladat a Tripolitània el febrer de 1919, hi va romandre una estona, tornant a la seva terra natal per ser destinat a l'Estat Major de la 25a Divisió.
Ascendit a coronel el desembre de 1926, va comandar successivament el 56è Regiment d'Infanteria a Conegliano, el 78è Regiment d'Infanteria "Lupi di Toscana" a Bèrgam i l'Escola d'Oficials de Reserva de Palerm, a Sicília. El setembre de 1934 va assumir el comandament del 6è Regiment d'Infanteria "Aosta". El 12 d'abril de 1935 va ser ascendit a general de brigada, participant en la guerra d'Etiòpia al comandament de la 2a Brigada Celere "Emanuele Filiberto Testa di Ferro", operant al front sud (Somàlia italiana), sota el comandament del general Rodolfo Graziani. Durant l'avanç de Neghelli, va estar sempre present a la primera línia, lluitant al costat dels seus soldats i va resultar greument ferit en una lluita amb la resistència etíop que va tenir lloc als afores de Dunun el 19 de maig de 1936. Repatriat a Itàlia per rebre tractament, es va fer molt popular entre els seus homes per la seva barba fluïda, tant és així que li va valdre el sobrenom de "Barba elettrica", pel dinamisme i el coratge demostrats en el combat.
Mentre estava convalescent, va esclatar la Guerra Civil espanyola i Mussolini va respondre a la crida llançada pel general Francisco Franco, que va demanar ajuda militar al moviment nacionalista. El febrer de 1937 va desembarcar a Espanya per assumir el comandament de la 4a Divisió d'Assalt "Littorio", que tenia tres regiments d'infanteria i un d'artilleria. La "Littorio" va participar en nombroses batalles, com les de Guadalajara, Santander, Aragó i Catalunya. A la batalla de Santander (14 d'agost - 1 de setembre de 1937), la "Littorio" va lluitar ferotgement i va capturar la posició estratègica de Puerto del Escudo, que va donar la victòria als nacionalistes. Per aquest èxit se li va concedir la Medalla d'Or al Valor Militar, i va ser ascendit a general de divisió .
Havent tornat a la seva terra natal l'abril de 1939, el 15 d'octubre del mateix any va assumir el comandament del recentment format XXIII Cos d'Exèrcit, de 45.000 homes, estacionats al nord d'Àfrica italià, amb el quarter general a Homs. Després de la declaració de guerra a Gran Bretanya i França el 10 de juny de 1940, va començar immediatament les operacions de guerra que després van culminar amb la invasió d'Egipte. Durant l'avanç a Sidi el Barrani va tenir el comandament tàctic de les tropes, donant proves d'energia i coratge. El 9 de desembre va començar la contraofensiva anglesa, que va obligar les tropes italianes a retirar-se precipitadament, primer a les seves posicions inicials, i després a evacuar fins a la Cirenaica. Després de la caiguda de la ciutat líbia de Bardia (5 de gener de 1941) va aconseguir escapar de la captura i va caminar aproximadament 120 km arribant a Tobruk . El 7 de febrer de 1941 va ser fet presoner per les tropes britàniques a Beda Fomm , i com a presoner de guerra primer va ser internat a Yol, Índia i després traslladat als Estats Units, primer a Monticello, Arkansas , i després a Hereford, Texas. El maig de 1942 , quan es va enviar una primera proposta de rendició d'Itàlia a la seu del SOE a Berna a través del mariscal Pietro Badoglio, el seu nom va ser proposat en substitució de Mussolini, que havia de ser deposat en un cop d'estat, al capdavant del nou govern.
Després de la signatura de l'armistici el 8 de setembre de 1943 amb els angloamericans, va rebutjar qualsevol forma de col·laboració amb ells, i per aquest fet va ser castigat amb internament a la sala psiquiàtrica de l'hospital militar de Long Island , Nova York durant aproximadament dos anys i mig, es va fer passar per boig i tancat en una habitació amb parets encoixinades.
Va tornar a Itàlia el març de 1946 , alliberat oficialment per malaltia, va reprendre breument la vida militar i va ser ascendit al grau de general del cos de l'exèrcit el 1947 . Després de la seva baixa definitiva, va viure a Cannobio fins a la seva mort el 31 de juliol de 1973, ocupant també el càrrec de president de l'Associació Nacional d'excombatents italians a Espanya. Encara descansa en una modesta tomba del cementiri del poble.

## Curiositat
La figura d'Annibale Bergonzoli és recordada a l'Imperial War Museum de Londres a través d'una fotografia d'ell feta durant el seu empresonament i un breu resum de la seva vida en una vitrina que allotja l'uniforme d'un soldat italià durant la campanya d'Àfrica.

## Pubblicacions
- Viva la muerte: legionari italiani nella guerra di Spagna, Edizioni Ardita, Roma, 1954.

## Dates de promocions
Sottotenente – 1906
 Tenente - 1909
 Capitano – 1914
 Maggiore – 1918 (per mèrits bèl·lics)
 Tenente colonnello - 1918
 Colonnello - 1926
 Generale di brigata - 1935
 Generale di divisione – 1937
 Generale di corpo d'armata  – 1947

## Condecoracions
Comanador de l'orde militar de Savoia - 5 de desembre de 1938
 Oficial de l'orde militar de Savoia – 24 d'agost de 1936
 Medalla d'Or al Valor Militar - 21 de setembre de 1938
 Medalla de Plata al Valor Militar - 7 de desembre de 1916
 Medalla de Plata al Valor Militar - 19 de novembre de 1918
 Medalla de Bronze al Valor Militar - 7 de febrer de 1918
 Creu al Mèrit de Guerra
 Gran oficial de l'orde de la Corona d'Itàlia - 19 de desembre de 1940
 Comanador de l'orde de la Corona d'Itàlia - 21 de gener de 1935
 Oficial de l'orde de la Corona d'Itàlia – 6 de setembre de 1932
 Cavaller de l'orde de la Corona d'Itàlia
 Promoció per mèrits de guerra
 Medalla commemorativa de la Guerra Italo-Turca (1911-1912)
 Medalla commemorativa de la guerra 1915-1918
 Medalla commemorativa italiana de la Victòria de 1918
 Medalla commemorativa de la Unitat d'Itàlia 1848-1918
 Medalla commemorativa de les operacions militars a l'Àfrica Oriental Italiana 1935-36
 Medalla commemorativa de la Campanya d'Espanya (1936-1939)
 Creu Militar (Regne Unit) – juliol de 1916
 Medalla de la Campanya (1936-1939) (Espanya) - 30 de setembre de 1938

## Pubblicacions
- Viva la muerte: legionari italiani nella guerra di Spagna, Edizioni Ardita, Roma, 1954.